# كاشف كيميائي

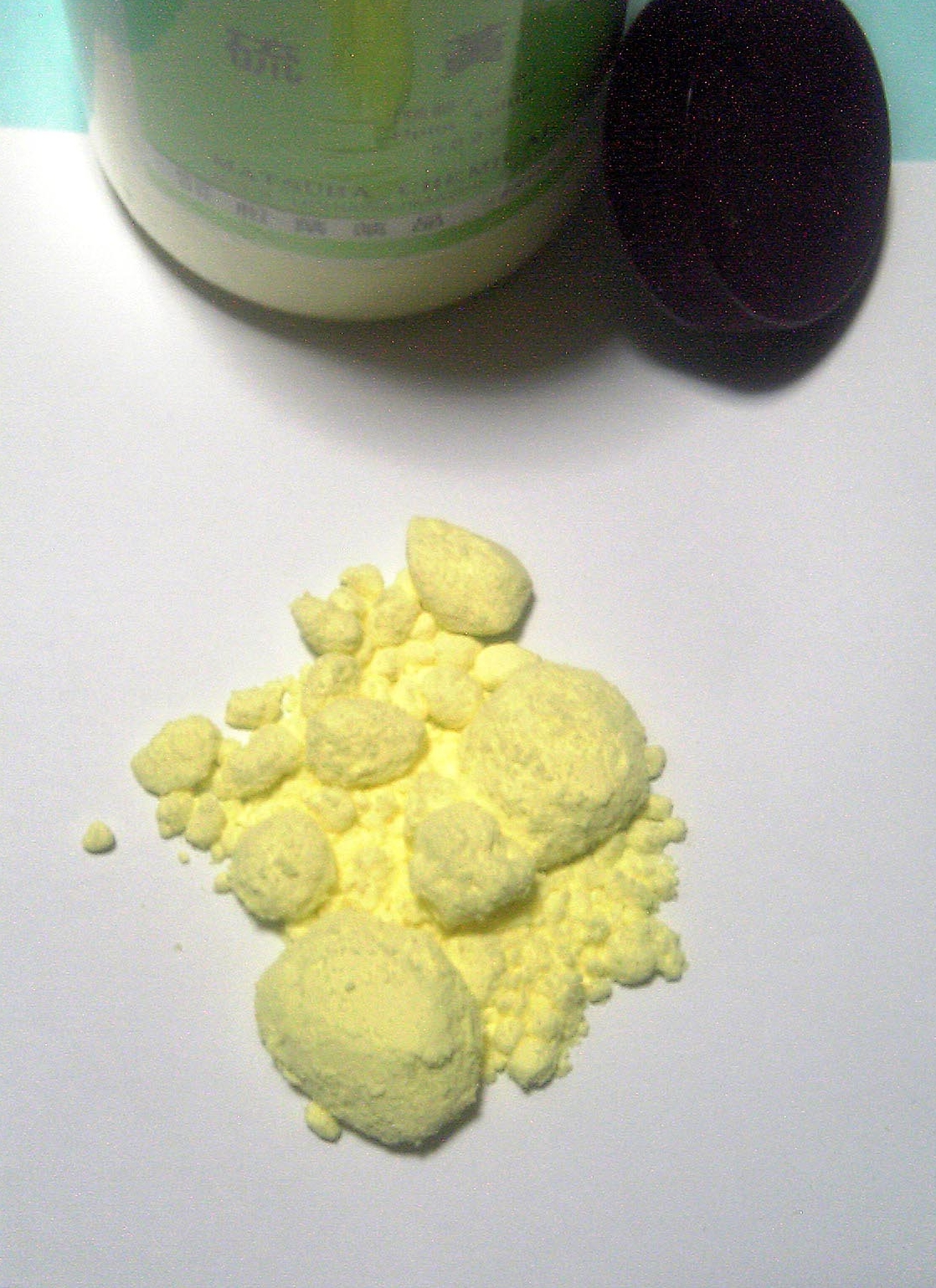
الكواشف ، مثل الكبريت S (المّصور)، عبارة عن مواد بادئة تستخدم في التفاعلات الكيميائية

الكاشف الكيميائي أو المادة المتفاعلة أو المتفاعل هي مادة أو مركب تُضاف للنظام من أجل إحداث تفاعل كيميائي (مادة متفاعلة) أو تُضاف لاختبار حدوث التفاعل. وعلى الرغم من أن مصطلحات متفاعل وكاشف غالباً ماتستخدم بالتبادل ، فالمتفاعل «مادة تُستهلك في سياق التفاعل الكيميائي».
المذيبات والمواد الحفازة تتضمن في التفاعل ، إلا أنها عادة لا يُشار لها بالمتفاعلات لأنها لا تتغير.

## مثلان لتفاعلين
التفاعل 1:
{\displaystyle \mathrm {2\ H_{2}\ +\ O_{2}\longrightarrow \ 2\ H_{2}O} }
المواد الداخلة في التفاعل هما الهيدروجين (H2) و الأكسجين (O2) ، ونجدهما هنا على الناحية اليسرى من معادلة التفاعل .
والمادة الناتجة من التفاعل  هي الماء ، ونجدها على الناحية اليمنى من التفاعل.
مثال آخر:
التفاعل 2: إنتاج الأمونيا:
{\displaystyle \mathrm {N_{2}\ +\ 3\ H_{2}\longrightarrow \ 2\ NH_{3}} }
المواد الداخلة في التفاعل Reactant هنا هما النتروجين N_2 و الهيدروجين H_2 (إلى اليسار في المعادلة) ،
المادة الناتجة من التفاعل  Product هي الأمونيا NH_3 (إلى اليمين من معادلة التفاعل).
معادلة التفاعل تحدد نسب المواد ليتم التفاعل كاملا.

## الكواشف
في الكيمياء العضوية ، الكواشف هي مركبات أو مخاليط ، عادة ما تتألف من جزيئات غير عضوية أو جزيئات عضوية صغيرة ، والتي يتم استخدامها للتأثير على اتجاه سير تفاعل ما لإنتاج ناتج بعينه. تتضمن أمثلة الكواشف العضوية كاشف كولينز ، كاشف فينتون ، وكاشف غرينيار . وهناك أيضاً الكواشف التحليلية التي تستخدم لتأكيد وجود مادة أخرى . ومن أمثلة هذه الكواشف هي كاشف فهلنج ، كاشف ميلون وكاشف تولنز .
وفي استخدام آخر لهذا المصطلح ، عند شراء أو إعداد المواد الكيميائية ، نوعية الكاشف توضح المواد الكيميائية كافية النقاوة لاستخدامه في التحليل الكيميائي ، التفاعلات الكيميائية أو الاختبار الفيزيائي . تمّ وضع معايير لنقاوة الكواشف من خلال المنظمات مثل الجمعية الأمريكية لاختبار المواد الدولية (ASTM) . على سبيل المثال ، جودة الكاشف المائية يجب أن تمتلك مستويات منخفضة جداً من الشوائب مثل أيونات الصوديوم والكلوريد ، السيليكا ، والبكتيريا ، بالإضافة إلى مقاومتها الكهربائية العالية جداً .

## اقرأ أيضاً
- الناتج
- كاشف محدد
- كاشف ولينز
- كاشف بندكت
- كاشف كورنفورث
- كاشف كولنز
- ديثيزون